# Walery Rzewuski
Walery Rzewuski (ur. 14 kwietnia 1837 w Krakowie, zm. 18 listopada 1888 tamże) – polski fotograf, działacz społeczny i radny Krakowa.
Jeden z najważniejszych polskich fotografów XIX wieku, autor przede wszystkim licznych zdjęć portretowych, przedstawiających czołowe postacie świata kultury i nauki, a także reprezentantów szlachty i arystokracji, urzędników i przedsiębiorców. Portrety stanowiły podstawę działalności jego zakładów, mieszących się w Krakowie kolejno przy ul. Grodzkiej, Krupniczej, Kopernika i Podwale. Fotografie te miały charakter komercyjny i wykonywane były zgodnie z oczekiwaniami klientów i obowiązującymi w wówczas konwencjami, odznaczając się przy tym wysoką jakością. Znacznie oryginalniej przedstawiają się jego osiągnięcia na polu fotografii teatralnej, w której obraz aktorów jest dynamiczny – w pozach z konkretnych ról. Był pierwszym fotografem, który utrwalił na zdjęciu Tatry oraz wiele krakowskich zabytków, m.in. ołtarz mariacki. Zajmował się także fotografią etnograficzną i reprodukowaniem obrazów współczesnych mu artystów, w tym Jana Matejki.
Rzewuski działał również społecznie. Był radnym miasta Krakowa, działając m.in. na rzecz zasypania koryta Starej Wisły i budowy gmachu teatru miejskiego. Pozostawił testament, w którym ufundował nagrodę dla autora polskiego podręcznika fotografii oraz wyraził wolę, aby w jego domu powstała szkoła fotograficzna.

## Życiorys
Był synem krakowskich mieszczan: kupca Mikołaja (1806–1883) i Józefy z Szyszkowskich (1814–1890). Miał trzech młodszych braci: Stanisława (1840–1907), Lesława (1841–1917) i Bolesława (1845–1880) oraz siostrę Matyldę (1847–1876). Uczył się w Instytucie Technicznym w Krakowie, a następnie w roku akademickim 1857/58 na politechnice w Wiedniu, gdzie pogłębiał swoją wiedzę z zakresu chemii. Problemy zdrowotne zmusiły go do powrotu do kraju.
Swoje pierwsze zdjęcia wykonał w 1857 r. na pożyczonym aparacie. Działalność zawodowego fotografa rozpoczął w Krakowie 1859 lub 1860 r. w domu rodzinnym przy ul. Grodzkiej 83 (obecnie 30). W 1861 roku swój zakład przeniósł na ul. Krupniczą 6 (obecnie 5), a rok później – do domu Adama Stattlera przy ul. Wesołej 29 (później Kopernika 29). W przeciwieństwie do dwóch wcześniejszych, zakład przy ul. Kopernika nie miał już prowizorycznego charakteru.

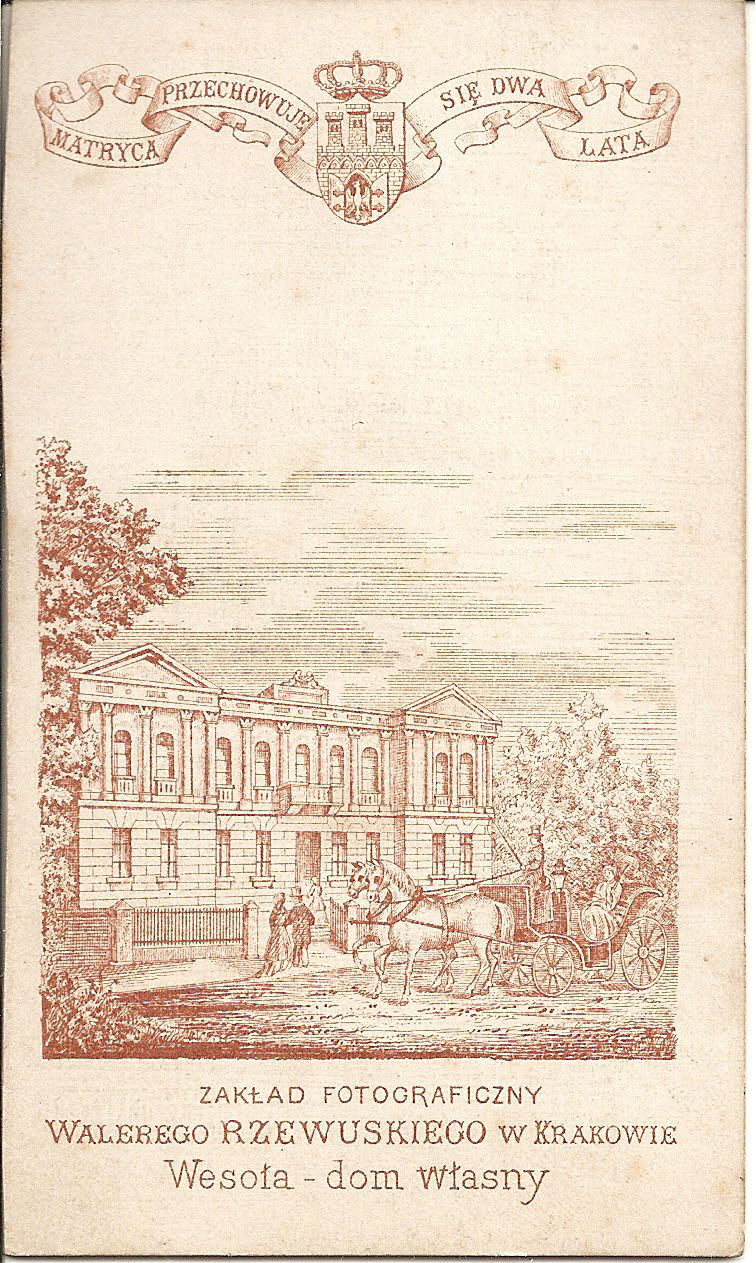
Dom własny Rzewuskiego przy obecnej ul. Westerplatte (winieta znajdująca się na odwrocie fotografii z ok. 1885 r.)

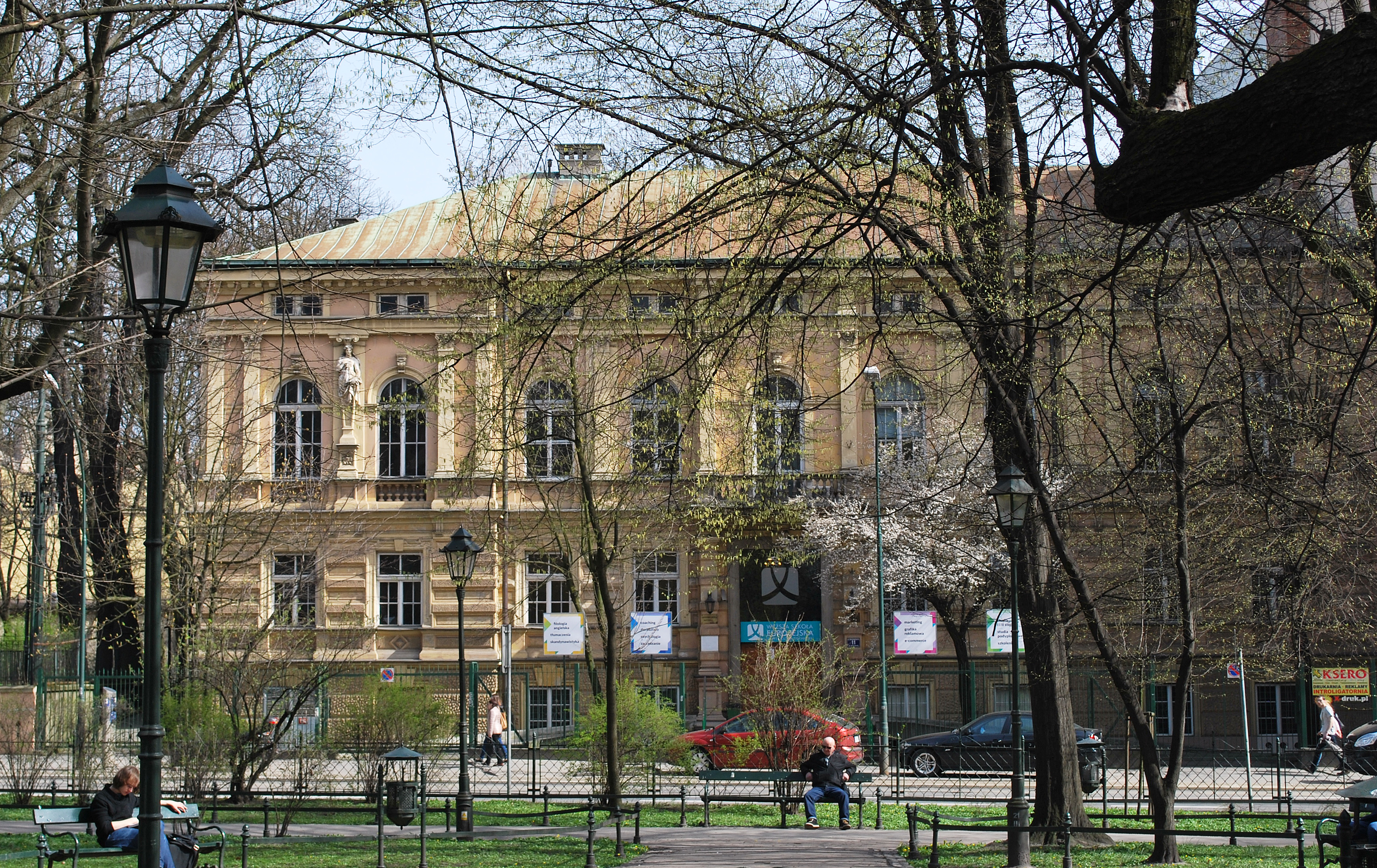
Pałac Rzewuskiego.
Kraków ul. Westerplatte 11.

W 1863 r. Rzewuski kupił znajdującą się przy pobliskiej ul. Podwale 27B (nazwa ulicy została ok. 1879 zmieniona na Kolejową, później A. Potockiego, obecnie Westerplatte) działkę, na której wkrótce rozpoczął wznoszenie domu połączonego z atelier i laboratorium. Projektantem był krakowski architekt Feliks Księżarski, ale prace techniczne nadzorował osobiście sam Rzewuski. Zachowany do dziś w zmienionym stanie piętrowy budynek posiadał niższą oficynę mieszczącą pracownię. Atelier posiadało niezbędny wówczas przeszklony sufit i liczne elementy dekoracyjno-scenograficzne, takie jak meble, tła (ekrany), rekwizyty itp. Znajdowała się tam także sztuczna grota z sadzawką, która pozwalała imitować prawdziwe plenery. Widok zarówno wnętrza atelier, jak i części zewnętrznej, został utrwalony w formie graficznej na winietach umieszczanych na odwrocie fotografii wykonanych w zakładzie Rzewuskiego. W 1885 r. z okazji 25-lecia pracy fotograf zlecił przebudowę swojego zakładu, w ramach której Aleksander Mroczkowski wykonał malowidła.
Od 1869 do 1888 Rzewuski był członkiem Rady Miejskiej. Zabiegał o zasypanie koryta Starej Wisły, zgłaszając taki wniosek w 1871 r. Dopiero sześć lat później Rada podjęła uchwałę w tej sprawie, a Rzewuski własnym kosztem wydał broszurę poświęconą temu problemowi. Długo działał także na rzecz innej inwestycji, jaką była budowa nowego gmachu teatru miejskiego. Kwestię tę podjął po raz pierwszy w 1872 r., ponownie – w 1877 r., wskazując wówczas miejsce budowy: okolicę szpitala Św. Ducha. Mimo licznych głosów sprzeciwu decyzja taka została podjęta, ale nie przystąpiono do jej realizacji. W 1879 r. wraz z Władysławem Anczycem napisał broszurę, w której przekonywał do wzniesienia nowego teatru. Dopiero w 1888 r., na kilka miesięcy przed śmiercią fotografa, rada miasta ponownie zatwierdziła poprzednią uchwałę i wkrótce przystąpiono do prac, zakończonych w 1893 roku inauguracją teatru (noszącego obecnie imię Juliusza Słowackiego). Rzewuski był inicjatorem przejęcia w zarząd gminy Kasy Oszczędności i połączonego z nią zakładu pożyczkowego, zrealizowanego w 1873 r. Był również zaangażowany w sprawę pomnika Adama Mickiewicza w Krakowie, który miał zostać wzniesiony na Rynku Głównym, jednak Rzewuski w 1882 r. przedstawił wniosek, by wybrać miejsce przy Collegium Novum. Wydał dwie broszury poświęcone tej kwestii, jednak przekonywanie do swoich racji nie przyniosło pozytywnego skutku.
Rzewuski całe życie chorował na serce, nigdy nie założył własnej rodziny. Zmarł w wieku 51 lat i został pochowany na cmentarzu Rakowickim w Krakowie.
W swoim testamencie dom przy ul. Podwale zapisał gminie miasta Krakowa w celu urządzenia w nim szkoły fotograficznej, ewentualnie Muzeum techniczno-przemysłowego Baranieckiego lub praktycznej szkoły dla dziewcząt. Gdyby gmina nie zrealizowała jego woli, dom miał stać się własnością Arcybractwa Miłosierdzia i Banku Pobożnego w Krakowie. Wyraził wolę, by całe wyposażenie jego zakładu zostało sprzedane zawodowemu fotografowi. Zapisał również kwotę, która miała być nagrodą za napisanie polskojęzycznego podręcznika fotografii; o wyznaczenie warunków konkursów i jego rozstrzygnięcie poprosił Konrada Brandla, Aleksandra Karolego i Awita Szuberta.
Miasto nie wywiązało się z zobowiązania utworzenia w domu Rzewuskiego szkoły lub muzeum. Po procesie sądowym pałacyk przejęło Arcybractwo Miłosierdzia w Krakowie. Ostatecznie urządzono tam szkołę robót ręcznych dla dziewcząt, która została nazwana imieniem matki testatora. W okresie międzywojennym (w latach 1934 i 1937) budynek uległ kolejnej znacznej przebudowie. Mieściło się w nim wówczas gimnazjum żeńskie Sebaldy Münnichowej. Po II wojnie światowej znalazł tam siedzibę konsulat Związku Radzieckiego. Oficyna mieszcząca atelier i pracownię przestała istnieć w 1974 r.
Po śmierci Rzewuskiego zakład prowadził jego brat, Lesław. Pod koniec 1893 r. atelier wraz z negatywami i wyposażeniem kupił fotograf Józef Sebald, uczeń Walerego Rzewuskiego. Na zamówienie wykonywał odbitki jego klisz. W 1900 r. przeniósł zakład do pałacyku przy ul. Batorego 12. Przed przeprowadzką w krakowskiej prasie zamieścił ogłoszenie, w którym informował, że z braku miejsca zamierza zniszczyć część wykonanych przez siebie i Rzewuskiego klisz. Negatywy, które ocalały, oraz nowe, wykonane przez Sebalda po roku 1900, zostały odnalezione przez Władysława Klimczaka w piwnicy pałacyku i w 1978 r. stały się własnością Krakowskiego Towarzystwa Fotograficznego.
Korespondencja prywatna i zakładu Rzewuskiego trafiła do zbiorów Biblioteki Jagiellońskiej, rękopisy dotyczące domu przy ul. Podwale i testamentu – do Archiwum Narodowego w Krakowie. Negatywy i odbitki rozproszone są w wielu muzeach, archiwach i kolekcjach prywatnych.

## Działalność fotograficzna

### Portrety

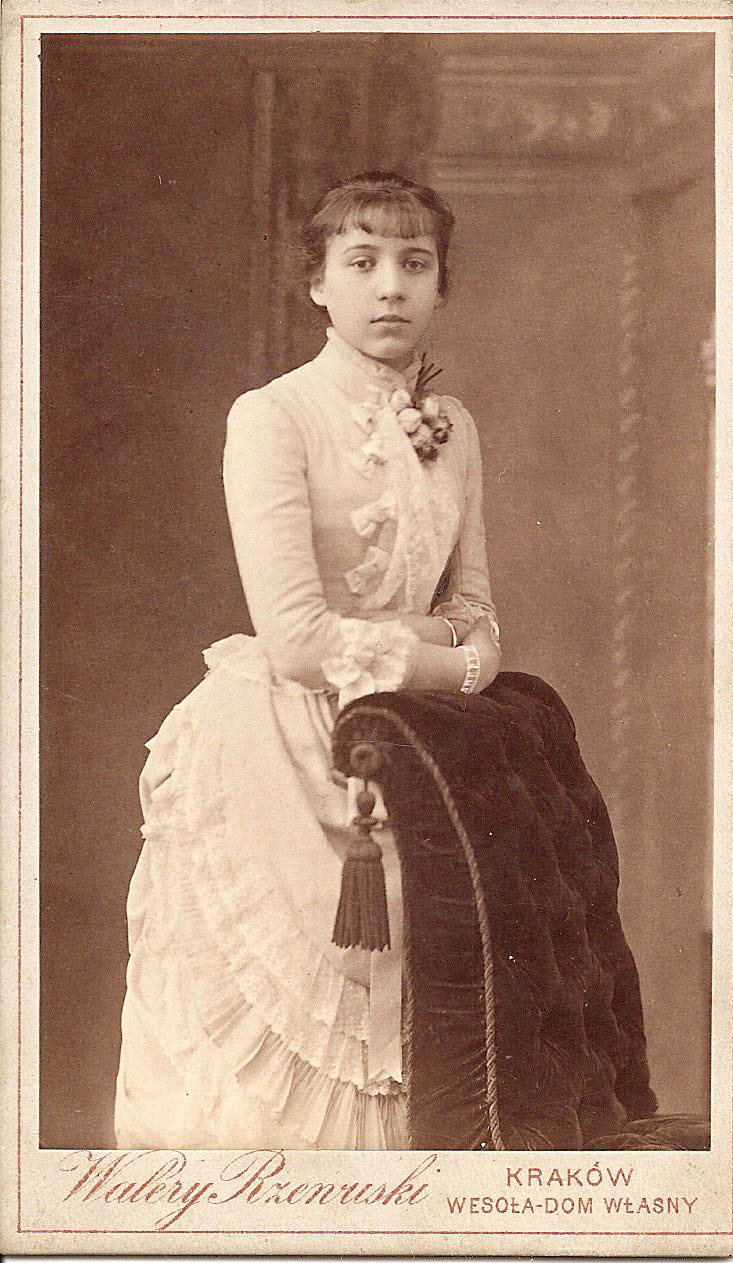
Walery Rzewuski, Młoda kobieta, ok. 1885

Fotografia portretowa stanowiła podstawę działalności Walerego Rzewuskiego i to właśnie z niej był znany za swojego życia. Były to zdjęcia o charakterze stricte komercyjnym, wykonywane zgodnie z obowiązującymi konwencjami i gustami klientów. Odznaczały się one wysoką jakością i starannym wykonaniem, obejmującym nie tylko walory techniczne, ale również upozowanie modela, dobór rekwizytów i dekoracji.
Najstarsze zachowane zdjęcia portretowe, pochodzące z początku lat 60., są nieliczne. Znacznie więcej przetrwało zdjęć z okresu z końca tej dekady, lat 70. i 80. Przedstawiają one przede wszystkim szlachtę i arystokratów, a także urzędników, kupców, fabrykantów, profesorów i artystów. Do jego modeli należeli m.in. Józef Majer, Józef Szujski, Teofil Lenartowicz, François de Rochebrune, Artur Grottger, Parys Filippi, Florian Cynk, Jan Matejko, Józef Ignacy Kraszewski.
W okresie powstania styczniowego Rzewuski wykonał w swoim atelier wiele zdjęć przedstawiających jego uczestników. Odwiedził również obóz Langiewicza w Sosnówce, w którym przebywał jego brat Bolesław, i miał go sfotografować, jednak zdjęcia te – o ile faktycznie zostały wykonane – nie są znane.
Szczególny rodzaj zdjęć portretowych stanowią zdjęcia kostiumowe. Wśród tych wykonanych przez Rzewuskiego znajdują się fotografie przedstawiające modeli w strojach sarmackich, cygańskich, pseudoludowych, egzotycznych itp.

### Fotografie teatralne

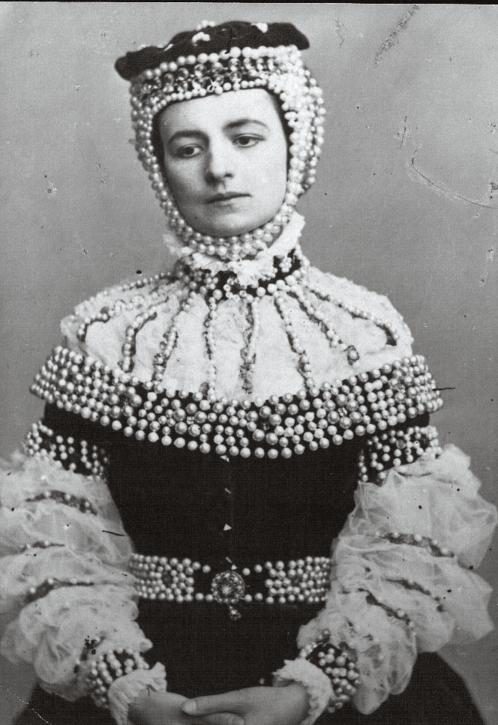
Walery Rzewuski, Helena Modrzejewska w roli tytułowej w sztuce „Barbara Radziwiłłówna”, 1865

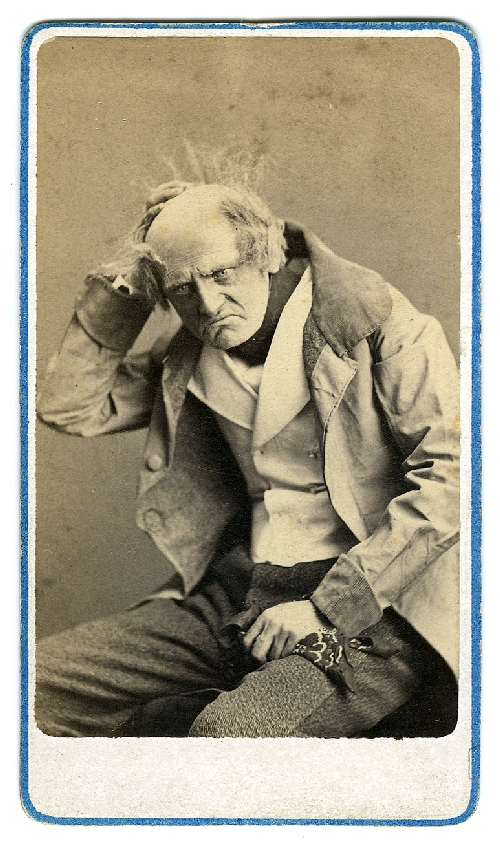
Walery Rzewuski, Wincenty Rapacki w roli Zrzędy w sztuce „Zrzędność i przekora” Aleksandra Fredry, 1865

Rzewuski już w młodości interesował się teatrem, występując w amatorskim zespole. Później często bywał w Teatrze Krakowskim i wykonywał zdjęcia aktorów. Zgodnie z XIX-wieczną praktyką fotografie aktorów w rolach wykonywane były w atelier, a nie na scenie. Rzewuski jako pierwszy polski fotograf wykonywał zdjęcia, na których aktorzy gestami, mimiką i pozami odtwarzali konkretne sceny z danej sztuki, a nie tylko, przebrani w kostiumy, statycznie pozowali.
Wiadomo, że w latach 1867-1868 Rzewuski wykonał albumy z fotografiami przedstawiającymi Helenę Modrzejewską, Wincentego Rapackiego, Bolesława Ładnowskiego, Feliksa Bendy i Antoniny Hoffmann. Do dziś w formie albumowej przetrwał jedynie zawierający 27 fotografii album Antoniny Hoffmann, na których ukazana jest ona w różnych rolach. W przypadku większości pozostałych albumów istnieją luźne zdjęcia, które – jak się uważa się – pochodzą właśnie z nich. Rzewuski wykonał też m.in. fotografie ze sztuki Konfederaci barscy Adama Mickiewicza, wystawionej w Krakowie w 1872 r., czy zdjęcia Adolfiny Zimajer z jej gościnnych występów w Krakowie w 1886 r.
Ponadto Rzewuski dokumentował wydarzenia o charakterze parateatralnym – tzw. żywe obrazy, które stanowiły w XIX w. popularną rozrywkę. Wykonywane były one przez amatorów w gronie znajomych, czasami publicznie, tak jak w przypadku scen z Ogniem i mieczem, pokazywanych z inicjatywy Marceliny Czartoryskiej w Teatrze Krakowskim w 1884 r. Rzewuski wykonał zdjęcia przedstawiające uczestników tego wydarzenia w kostiumach.

### Fotografie Krakowa
O swoim zamiłowaniu do fotografowania rodzinnego miasta pisał Rzewuski w swoich wspomnieniach:
Jeszcze chodząc na wykłady fizyki prof. Tomaszewskiego powziąłem myśl o fotografii. Wybujała wyobraźnia kreśliła mi przecudne obrazy Krakowa i jego obrazy, ujęte przeze mnie na papier – pomniki królów – święte relikwie naszej przeszłości, wszystko to jedno po drugim zajmowało mnie. A kościoły! Czyż Kraków nie słuszną ma nazwę polskiego Rzymu!
Kraków i jego zabytki fotografował już na początku swojej działalności. W 1860 r. po raz pierwszy w historii sfotografował ołtarz Mariacki. W tym samym roku wykonał m.in. zdjęcia wnętrza kościele Mariackim oraz widoki miasta. Fotografował też. m.in. burzenie północnego i zachodniego skrzydła Collegium Maius (lata 60. XIX w.) oraz zabudowy wokół Sukiennic (1868). Jako jedyny fotograf utrwalił wygląd szczątków króla Kazimierza Wielkiego i obiektów wyjętych z jego grobowca w 1869 r. W 1877 r. sfotografował sarkofag Stefana Batorego. Część z jego zdjęć była reprodukowana w prasie i publikacjach w formie graficznej, np. jako drzeworyty w piątym wydaniu Krakowa i jego okolic Ambrożego Grabowskiego z 1866 r.

### Fotografie dzieł sztuki
Rzewuski wykonywał fotograficzne reprodukcje obrazów współczesnych mu malarzy. Odbitki oferowane były do sprzedaży w jego zakładzie i księgarniach (na ich zakup mogły sobie jednak pozwolić głównie osoby zamożne), wykorzystywane były także przez drzeworytników, którzy posługiwali się nimi do wykonania ilustracji.
W latach 1864–1874 Rzewuski współpracował w Janem Matejką, z którym zawarł umowę na wykonywanie fotografii jego obrazów. Odbywało się to zazwyczaj po namalowaniu nowego dzieła; za każdą sprzedaną odbitkę z jego reprodukcją Rzewuski otrzymywał określoną kwotę. Fotografował on także prace innych malarzy, w tym Aleksandra Gryglewskiego, Wilhelminy Stein, Juliusza Kossaka czy Andrzeja Grabowskiego.

### Fotografie Tatr
Walery Eljasz-Radzikowski w swoim wydanym w 1870 r. przewodniku po Tatrach pisał, że w 1859 r. Rzewuski jako pierwszy fotografował Tatry. Rok później w jego ślady poszedł Marcin Olszyński, a później Franciszek Wyspiański, Awit Szubert, Melecjusz Dutkiewicz i inni. Rzewuski w Tatry powrócił dwa lata później, przywożąc – jak donosiła krakowska prasa – po kilkutygodniowym pobycie znaczną liczbę zdjętych z artystyczną trafnością w Kościeliskach, Zakopanem i przyległych okolicach fotografij do stereoskopów. Nie wiadomo, czy w dalszych latach nadal wykonywał zdjęcia tatrzańskie – prawdopodobnie zaniechał tej działalności około połowy lat 60.

### Fotografie etnograficzne
Fotografie o charakterze etnograficznym Rzewuski wykonywał sporadycznie. Wiadomo, że wykonał kilka zdjęć przedstawiających folklor tatrzański (m.in. oczepiny i zwóz żętycy), które zostały zreprodukowane w „Tygodniku Ilustrowanym”. Ponadto w 1870 r. na zamówienie Oskara Kolberga fotografował typy i stroje podkrakowskie, a wykonane wówczas zdjęcia zostały wykorzystane w tablicach drzeworytniczych z serii Lud z 1871 i 1873 r. Zachowały się także pojedyncze fotografie wykonane w jego atelier, ukazujące np. chłopów czy zaaranżowane scenki.

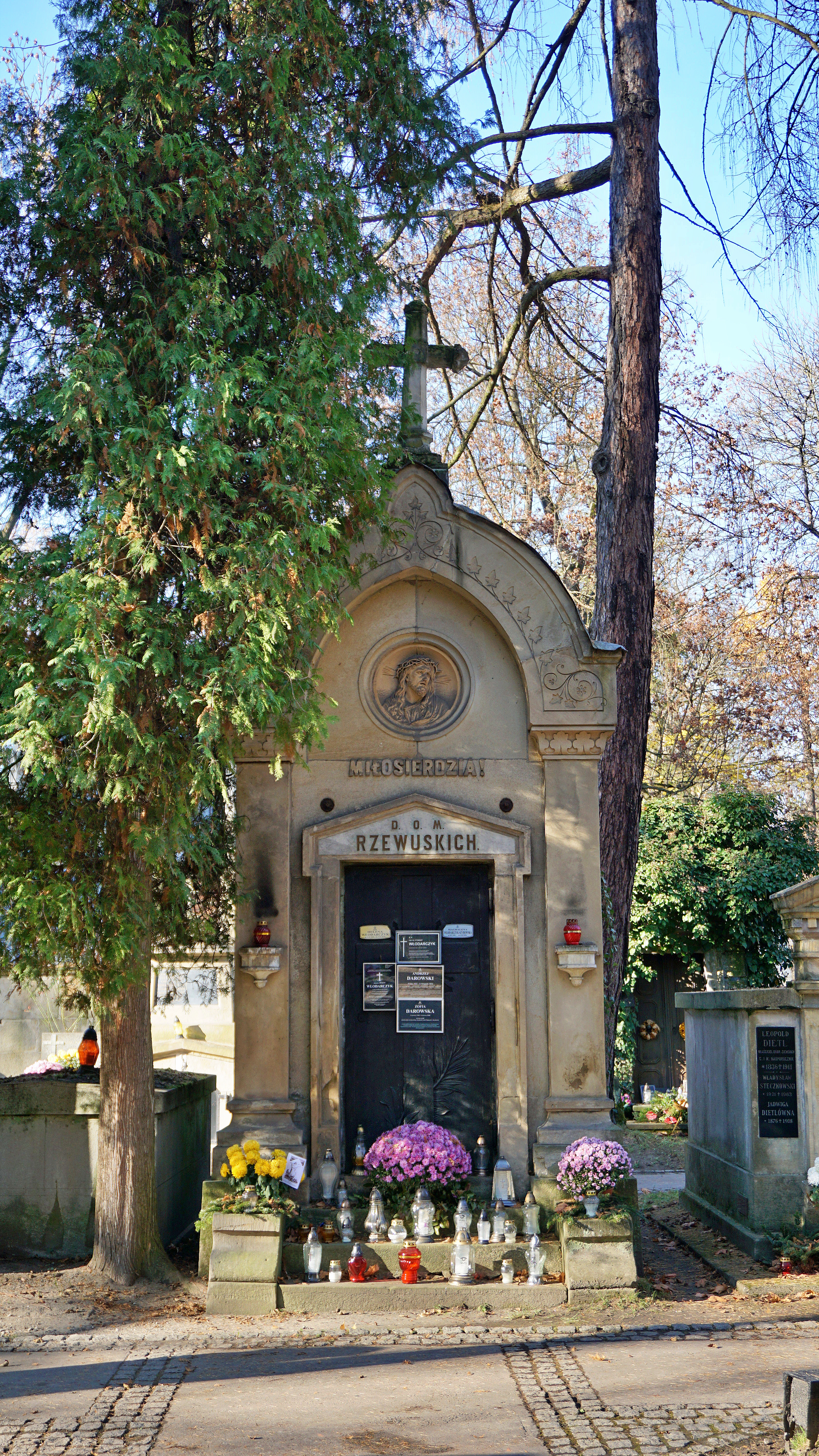
Cmentarz Rakowicki
Grób Walerego Rzewuskiego

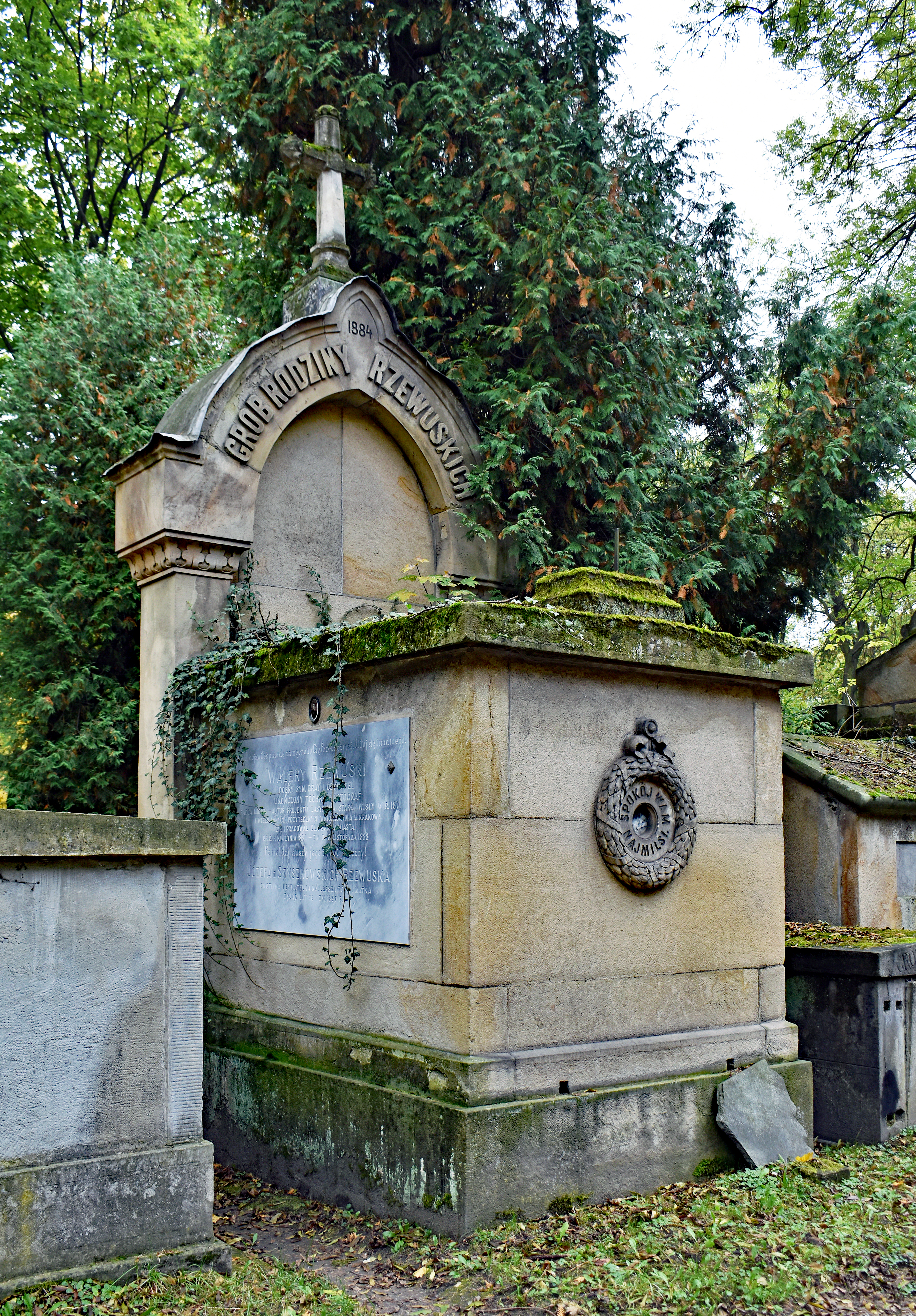
Tablica na grobie

### Technika i organizacja pracy
Od początku swojej działalności Rzewuski posługiwał się techniką mokrego kolodionu, w której negatywy otrzymywano na szklanych płytach. Odbitki wykonywał m.in. na papierze albuminowym. W 1882 r. Rzewuski technikę kolodionową zastąpił znacznie mniej pracochłonną bromo-żelatynową, która nie wymagała operowania mokrą substancją światłoczułą. Ręczne kolorowanie odbitek farbami zaczęło być stosowane w zakładzie z początkiem lat 60., retusz – z początkiem następnej dekady.
W dwóch pierwszych zakładach wszystkimi czynnościami Rzewuski zajmował się sam. W atelier przy ul. Kopernika pomagał mu jeden z braci, a w domu przy ul. Podwale miał już kilku pracowników: fotografów, introligatorów i pracowników administracyjnych. Dorywczo retuszowaniem odbitek zajmowali się studenci Szkoły Sztuk Pięknych. Rzewuski sam korespondował i rozmawiał z klientami, sam też wykonywał zdjęcia, korzystając przy tym z pomocy pracowników przy przygotowaniu klisz, ich wywołaniu i wykonaniu odbitek. Kierowanie zakładem powierzał innym osobom tylko na czas choroby lub wyjazdów z miasta.